# 西北萊斯特郡 (英國國會選區)

選區在拉特蘭和萊斯特郡的位置

西北萊斯特郡（英語：North West Leicestershire），英國國會一郡選區，位於萊斯特郡西北部，與萊斯特郡西北同域。
本區始設於1983年。在2010年大選中保守黨的安德魯·布里格登以44.6%選票勝出該區首次當選，並為保守黨從工黨手中奪回失去十三年的議席。